# Ігдоча
Ігдоча́ (рос. Игдоча) — село у складі Газімуро-Заводського району Забайкальського краю, Росія. Входить до складу Газімуро-Заводського сільського поселення.

## Населення
Населення — 250 осіб (2010; 269 у 2002).
Національний склад (станом на 2002 рік):
- росіяни — 100 %